# Джеймі-Лінн Сіглер
Джеймі-Лінн Сіглер (англ. Jamie-Lynn Sigler; 15 травня 1981, Джерико, США) — американська акторка.

## Фільмографія
| Рік       |    | Українська назва                         | Оригінальна назва                                 | Роль                |
| --------- | -- | ---------------------------------------- | ------------------------------------------------- | ------------------- |
| 1998      | ф  | Народжені у Брукліні                     | A Brooklyn State of Mind                          | юна Енджі           |
| 1999—2007 | с  | Клан Сопрано                             | The Sopranos                                      | Медоу Сопрано       |
| 2001      | ф  | Історії похідного вогнища                | Campfire Stories                                  | Наталі              |
| 2003      | ф  | Смерть династії                          | Death of a Dynasty                                | сексуальна жінка №3 |
| 2004      | ф  | Зліт і падіння Гайді Флейс               | Call Me: The Rise and Fall of Heidi Fleiss        | Гайді Флейс         |
| 2004      | с  | Вілл і Грейс                             | Will & Grace                                      | Ро                  |
| 2005      | ф  | Екстремальне побачення                   | Extreme Dating                                    | Емі Бейкер          |
| 2005      | ф  | Любов на острові                         | Love Wrecked                                      | Алексіс Мінетті     |
| 2005—2007 | с  | Герої Гігглітауна                        | Higglytown Heroes                                 | міс Ферн            |
| 2006      | ф  | Афроіталієць                             | Homie Spumoni                                     | Еллі Баттерман      |
| 2006      | ф  | —                                        | Blinders                                          | Алекса              |
| 2006      | ф  | Похмура поїздка                          | Dark Ride                                         | Кеті                |
| 2007      | ф  | Нью-йоркська серенада                    | New York City Serenade                            | Лінн                |
| 2007      | с  | Сліди відьом                             | The Gathering                                     | Меггі Рул           |
| 2008      | с  | Як я зустрів вашу маму                   | How I Met Your Mother                             | Джилліан            |
| 2008      | с  | Суботнього вечора в прямому ефірі        | Saturday Night Live                               | касир               |
| 2008—2009 | с  | Антураж                                  | Entourage                                         | у ролі самої себе   |
| 2009      | с  | Потворна Бетті                           | Ugly Betty                                        | Наталі              |
| 2010      | ф  | У темряві                                | Beneath the Dark                                  | Едріенн             |
| 2010      | с  | —                                        | Backwash                                          | Пруденс             |
| 2010      | ф  | —                                        | Trophy Wife                                       | Крістіна            |
| 2011      | ф  | Син ранку                                | Son of Morning                                    | Джеймі Джонсон      |
| 2011      | с  | До смерті гарна                          | Drop Dead Diva                                    | Тіна Говард         |
| 2011      | тф | —                                        | Criminal Behavior                                 | Брук Кросс          |
| 2012      | с  | Останній справжній чоловік               | Last Man Standing                                 | Габріела            |
| 2012      | ф  | За ознаками сумісності                   | Jewtopia                                          | Ганна Деніелс       |
| 2012      | ф  | Я згоден                                 | I Do                                              | Алі Федерман        |
| 2012      | ф  | Запрошення на розлучення                 | Divorce Invitation                                | Ділан               |
| 2012—2013 | с  | Хлопці з дітьми                          | Guys with Kids                                    | Емілі               |
| 2014      | с  | Татусі                                   | Dads                                              | Ельза               |
| 2014      | ф  | —                                        | Broken Tail Light                                 | мама                |
| 2015      | ф  | —                                        | The Christmas Note                                | Гретчен Деніелс     |
| 2015      | ф  | Анатомія припливу                        | Anatomy of the Tide                               | Джина Гарпер        |
| 2016      | с  | C.S.I.: Кіберпростір                     | CSI: Cyber                                        | Саша Бойд           |
| 2016      | с  | Татусь                                   | Baby Daddy                                        | Сара Гілкрест       |
| 2016      | ф  | Лузервілль                               | Loserville                                        | тренер Ейлін Руссо  |
| 2016      | ф  | —                                        | The Snowy Day                                     | мама                |
| 2017      | ф  | —                                        | Mommy, I Didn’t Do It                             | Віра Даттон         |
| 2017      | ф  | Правосуддя                               | Justice                                           | Меліса              |
| 2017      | ф  | Земля гангстерів                         | Gangster Land                                     | Лулу Ролф           |
| 2018      | ф  | —                                        | Signed, Sealed, Delivered: The Road Less Traveled | Рейчел              |
| 2018      | с  | Академія лижної майстерності Роба Ріггла | Rob Riggle’s Ski Master Academy                   | Джеймі-Лінн Сіглер  |
| 2018      | с  | Приватний детектив Магнум                | Magnum, P.I.                                      | Тоні                |